# Alexander Neumann (Architekt)
Alexander Neumann (* 15. Oktober 1861 in Heinzendorf bei Bielitz, Österreichisch-Schlesien; † 16. Juni 1947 in Wellington) war ein österreichischer Architekt vornehmlich des spätklassizistischen Reformstils.

## Leben
Alexander Neumann war der Sohn des jüdischen Fabrikanten Moritz Neumann aus Teschen. Er besuchte von 1874 bis 1882 die Realschule in Bielitz. Danach ging er nach Wien und studierte bis 1888 an der Bauschule der Technischen Hochschule bei Heinrich von Ferstel und Karl König. Nach Ablegung der 2. Staatsprüfung machte er eine Studienreise durch Italien, Spanien und Frankreich.
Seine berufliche Laufbahn begann er von 1888 bis 1891 bei Oberbaurat Niedzielski, danach bis 1894 im Büro Fellner & Helmer, wo er Atelierchef war. 1895 erwarb er die Stadtbaumeisterkonzession und machte sich selbständig. 1909 ging er eine Bürogemeinschaft mit Ernst Gotthilf ein, die sehr erfolgreich verlief. Das Büro war vor allem auf die Errichtung von Bankgebäuden spezialisiert. Nach dem Ersten Weltkrieg gingen die Aufträge zurück.
Alexander Neumann war mit der Malerin Hedwig Pisling verheiratet. Ihr Sohn Friedrich war ebenfalls Architekt. Nach Beendigung seiner Ausbildung trat er 1923 in das väterliche Architekturbüro ein, während sich der Vater daraus zurückzog. Im Mai 1939 emigrierte Neumann mit seiner Frau nach Australien, wo sie der zuvor nach Neuseeland emigrierte Sohn nach Wellington holte. Dort starb Alexander Neumann mit 88 Jahren.

## Werk
Alexander Neumann verfügte über die gesamte Palette architektonischer Formensprache der Jahrhundertwende vom 19. zum 20. Jahrhundert in Wien. Je nach gestellter Aufgabe setzte er unterschiedliche Stile ein. Von besonderer Bedeutung sind die Bankgebäude der Architektengemeinschaft Gotthilf und Neumann. Sie entsprechen im Inneren modernsten technischen Standards und im Äußeren dem Repräsentationsbedürfnis der Auftraggeber. Die Verwendung gediegener Materialien und klassizistischer Formen suggeriert Sicherheit und Wertbeständigkeit der Geldinstitute.

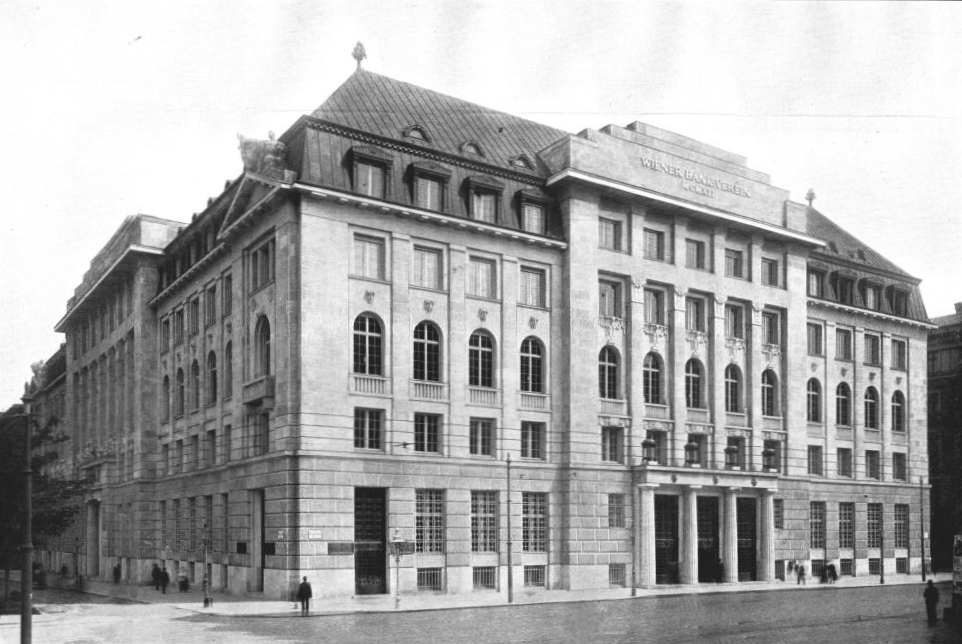
Wiener Bankverein, Schottengasse 6–8, Wien 1 (1909–1912)

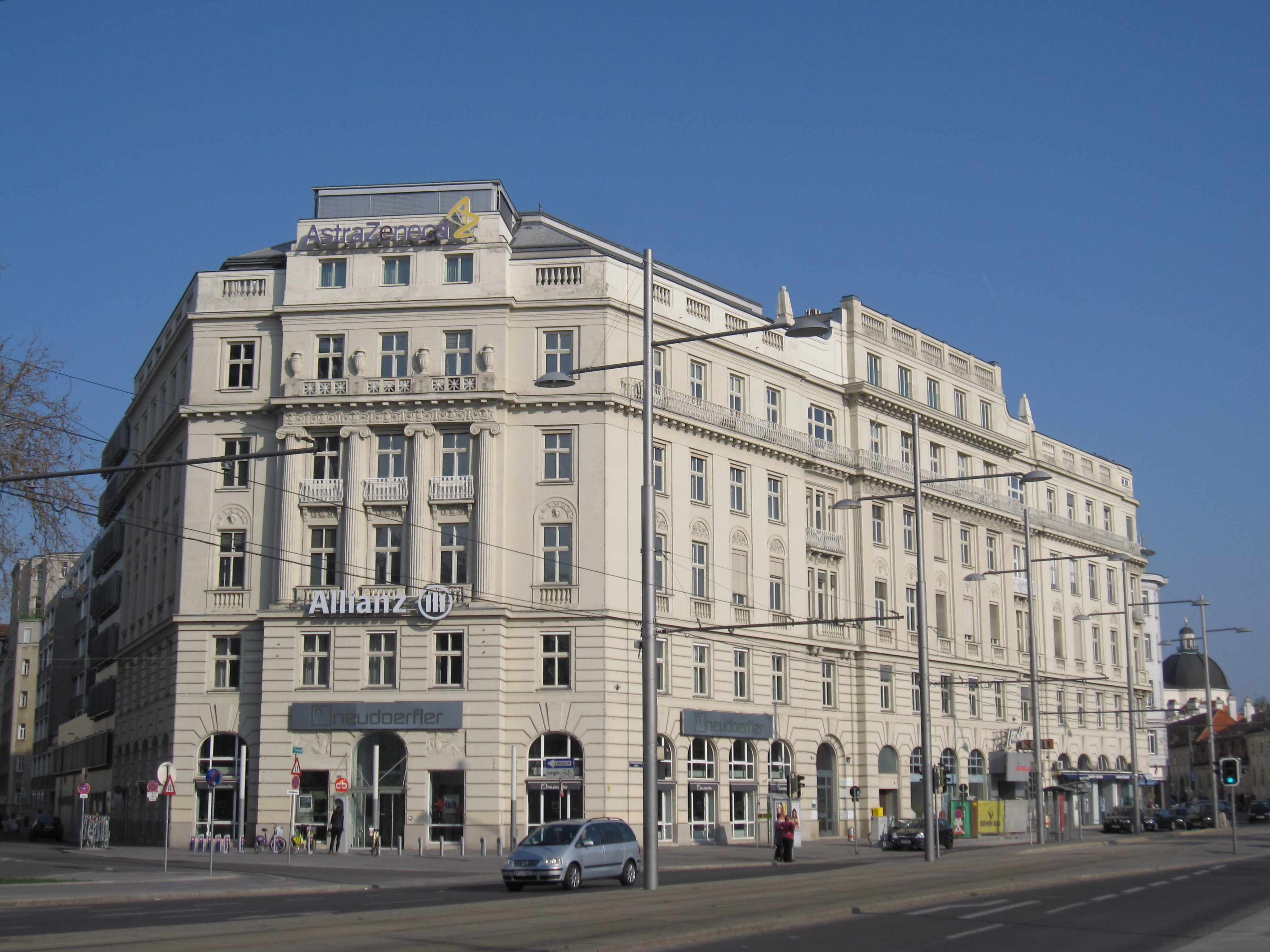
Schwarzenbergplatz 7–8, Wien 3 (1916)

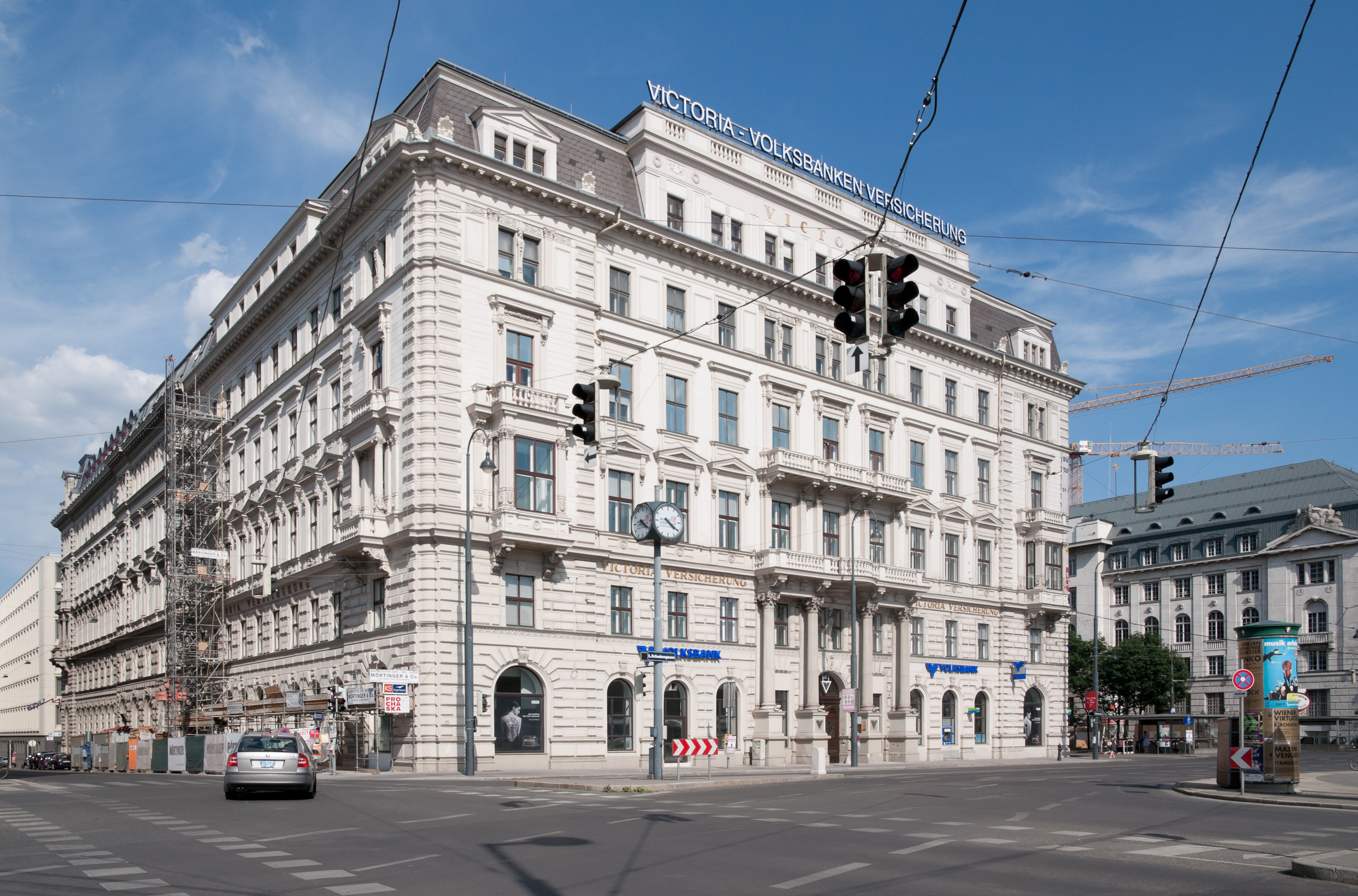
Schottengasse 10, Wien 1 (1921–1922)

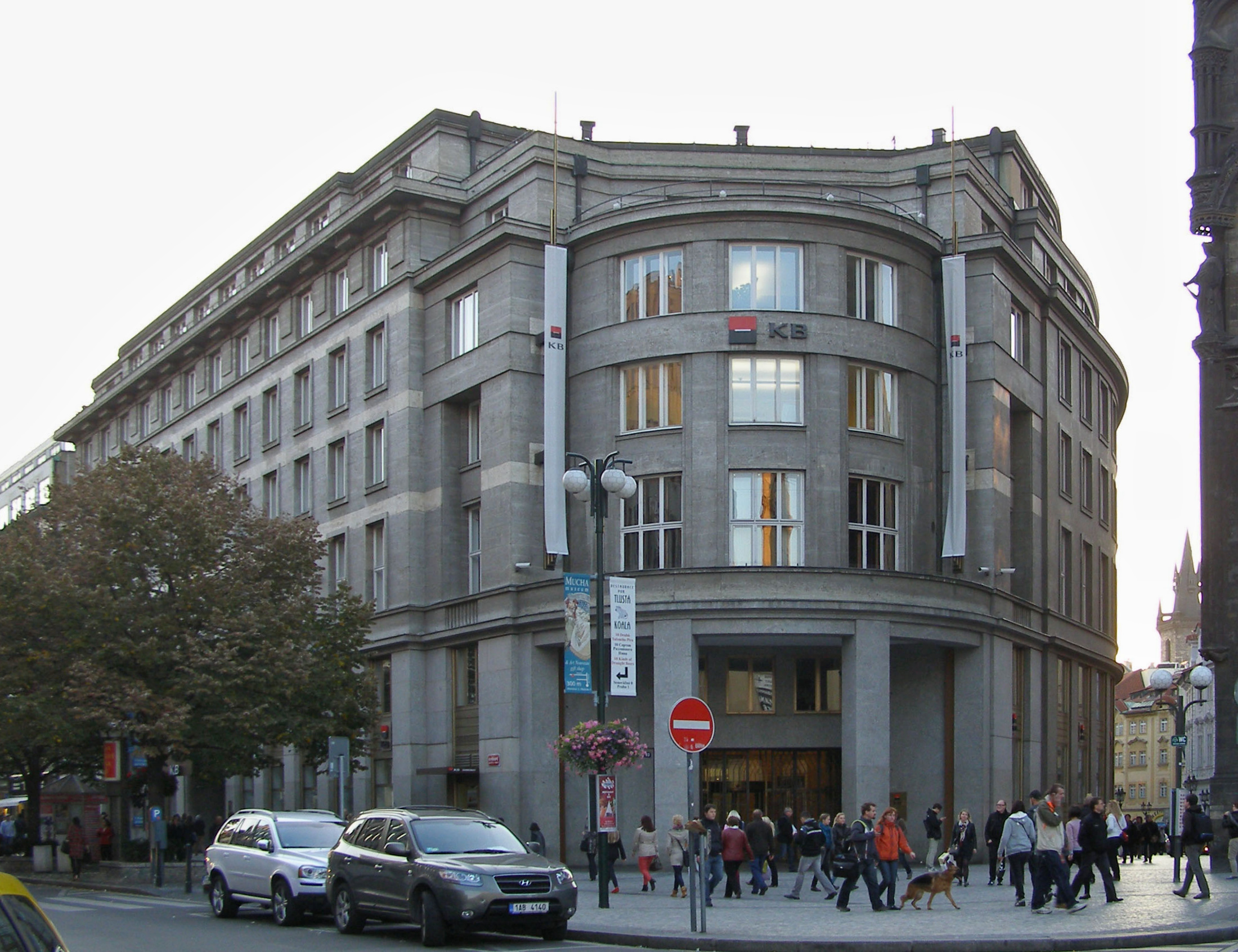
Česká eskomptní banka, Prag (1930–1932)

- Gartentrakt, Landstraßer Hauptstraße 138–140, Wien 3 (1891)
- 3 Wohnhäuser, Bielitz, Österreichisch-Schlesien (bis 1894)
- Villa, Christalniggasse 6, Baden, Niederösterreich (1893–1894)
- Villa, Pötzleinsdorfer Straße 34, Wien 18 (1896) mit Ludwig Schmidl
- Miethaus, Währinger Gürtel 88, Wien 9 (1897) mit Ludwig Schmidl, Fassade abgeschlagen
- Miethaus, Schaumburgergasse 20, Wien 4 (1898)
- Miethaus, Stubenring 22, Wien 1 (1900–1902)
- Wohnhaus, Parkstraße/Drobneho 22, Brünn, Mähren (1903–1904)
- Gebäude des Wiener Bankvereines, Na Prikope 1, Stare Mesto, Prag (1906–1908) mit Josef Zasche aus Prag
- Miethaus, Döblinger Hauptstraße 56, Wien 19 (1907)
- Miethaus, Porzellangasse 36, Wien 9 (1907)
- Wohnhaus, Kupelwiesergasse 13, Wien 13 (1908)
- Miethaus, Döblinger Hauptstraße 60, Wien 19 (1909)
- Bielitz-Bialaer Kammgarnspinnerei AG, Bielitz-Biala, Österreichisch-Schlesien (um 1909)
- Wiener Bankverein, Schottengasse 6–8, Wien 1 (1909–1912) mit Ernst Gotthilf
- Zweigstelle des Wiener Bank-Vereins in Istanbul (1909) mit Ernst Gotthilf[1][2]
- Miethaus, Lange Gasse 67, Wien 8 (1910)
- Miethaus, Lange Gasse 74, Wien 8 (1910)
- Miethaus, Alser Straße 21, Wien 8 (1910–1911) mit Ernst Gotthilf
- Bankgebäude für den Wiener Bankverein, Kremser Gasse 39, St. Pölten (1911)
- Bürogebäude der Versicherungsgesellschaft „Der Anker“, Hoher Markt 10–12, Wien 1 (1913) mit Ernst Gotthilf, nach Kriegsschäden innen vollständig erneuert
- Gebäude der N.Ö. Escompte-Gesellschaft, Am Hof 2, Wien 1 (1913–1914) mit Ernst Gotthilf
- Wohnhaus, Ungargasse 39, Wien 3 (1914) Dekoration teilweise, prunkvolle Toranlage total abgetragen
- Ehemaliges Bankgebäude des Wiener Bankvereines, Hauptplatz 14, Graz (1915–1920) mit Ernst Gotthilf
- Miethausgruppe, Schwarzenbergplatz 7–8, Wien 3 (1916) mit Ernst Gotthilf
- Bankgebäude, Renngasse 2 (Freyung 8), Wien 1 (1916–1921) mit Ernst Gotthilf, heute Bank Austria Kunstforum; seit August 2012 auch Sitz des Verfassungsgerichtshofes
- Palais Fanto, Schwarzenbergplatz 6 / Zaunergasse 1–3 / Lisztstrasse 10 / Daffingergasse 10, Wien 3 (1917–1918) mit Ernst Gotthilf, später Sitz des Österr. Branntwein-Monopols, heute Arnold Schönberg Center
- Adaption für die Wiener Lombard- und Escompte-Bank, Schottengasse 10, Wien 1 (1921–1922)
- Bürohaus der Österreichischen Creditanstalt für Handel und Gewerbe, Kaiserfeldgasse 5, Graz (1922) mit Ernst Gotthilf
- Palais, Kreindlgasse 25, Wien 19 (1923) mit Ernst Gotthilf, nach Kriegsschäden 1951 von Franz Schuster adaptiert
- Villa, Blaasstraße 34, Wien 19 (1929) mit Ernst Gotthilf und Friedrich Neumann

- Bürogebäude „Der Anker“ in Prag und in Pressburg, Gebäude der BEBKA, Prag, Am Graben neben dem Pulverturm / Na Příkopě, mit Karl Jaray
- Palais des Wiener Bankvereines in Konstantinopel, Gebäude der Banque balcanique in Sofia, Bulgarien, Wiener Bankverein in Lemberg, Wiener Bankverein in Agram